# جون راسيل (طيار بطل)
جون راسيل هو طيار بطل كندي، ولد في 5 يونيو 1894 في Pictou ‏ في كندا، وتوفي في 1960.